# Uất Trì Kính Đức
Uất Trì Cung (chữ Hán: 尉遲恭; 585 – 658), tự Kính Đức (敬德) được biết đến với vai trò là một võ tướng và công thần khai quốc của nhà Đường.
Bằng sự can đảm và sức mạnh hơn người, hình tượng của Uất Trì Kính Đức đã được lưu truyền trong các truyện dân gian mang đậm màu sắc tín ngưỡng tôn giáo của Trung Quốc, cùng với Tần Thúc Bảo trở thành những vị thần gác cổng.

## Tiểu sử
Uất Trì Kính Đức người Thiện Dương, Sóc Châu (朔州; nay là khu Sóc Thành, thành phố Sóc Châu tỉnh Sơn Tây). Tằng tổ Uất Trì Bổn Chân (尉迟本真), làm Trung lang tướng thời Hậu Ngụy, tước Ngư Dương quận Khai quốc công (渔阳郡开国公), tặng Lục Châu chư Quân sư, U Châu Thứ sử, thụy là Mậu (懋). Tổ phụ Uất Trì Mạnh Đô (尉迟孟都), làm Thứ sử Tế Châu thời Bắc Chu. Cha là Uất Trì Già (尉迟伽), làm Nghi đồng thời nhà Tùy, về sau tặng làm Thứ sử Phần Châu, tước Thường Ninh An công (常宁安公).
Cha mẹ ông mất sớm, Uất Trì Kính Đức gia nhập dưới trướng Lưu Vũ Chu, thế lực dấy binh chống lại Tùy Dạng Đế Dương Quảng. Ông được biết đến với sự quả cảm khó có được và rất được tán dương vì điều này. Ông làm bộ tướng của Tống Kim Cương (宋金剛) và cùng tiến về phía nam chống phá nhà Đường đang xây dựng.
Khoảng năm 620, Uất Trì Kính Đức bao vây và đánh bại Vĩnh An vương Lý Hiếu Cơ (李孝基), một người bà con xa của Đường Cao Tổ Lý Uyên. Bên cạnh Lý Hiếu Cơ, Uất Trì Kính Đức còn bắt sống Độc Cô Hoài Ân (獨孤懷恩), Lưu Thế Nhượng (劉世讓) và Đường Kiệm (唐俭), đều là các tướng có họ hàng của Lý Uyên. Sau đó, Uất Trì Kính Đức bị đánh bại bởi đạo quân của Tần vương Lý Thế Dân do Tần Thúc Bảo thống lĩnh. Dưới sự gợi ý của Đường Kiệm, Kính Đức thả Lưu Thế Nhượng nhằm điều đình mặc cả với nhà Đường.
Mùa hè năm ấy, Tần vương Lý Thế Dân đánh bại Lưu Vũ Chu khiến y đào tẩu, ông đã sai em họ Nhậm Thành vương Lý Đạo Tông (李道宗) cùng Vũ Văn Sĩ Cập thuyết phục Uất Trì Kính Đức đầu hàng. Tần vương khi ấy đã nghe qua và hứng thú vì sự quả cảm của ông, đã trọng dụng Kính Đức và bổ nhiệm 8.000 binh sĩ dưới trướng cũ của ông do ông toàn quyền quản lý.
Tề vương Lý Nguyên Cát, em trai của Lý Thế Dân nghe nói Uất Trì Kính Đức có tuyệt kĩ về thương, đã thách đấu một trận so tài. Lý Thế Dân yêu cầu bỏ đi đầu thương nhọn trên cây thương của mỗi người, Uất Trì Kính Đức làm theo nhưng không yêu cầu Lý Nguyên Cát làm tương tự. Trong trận giao đấu, Uất Trì Kính Đức khống chế Lý Nguyên Cát những 3 lần. Bị đánh bại thảm hại, Lý Nguyên Cát khâm phục Kính Đức nhưng theo đó cũng trở nên tức giận vì bị hạ nhục. Sự quả cảm và khả năng quân sự của Kính Đức khiến Lý Thế Dân tin tưởng ông, bổ nhiệm ông trở thành thân tín cùng với Tần Thúc Bảo, Trình Tri Tiết và Địch Trường Tôn (翟長孫).
Năm 626, Sự biến Huyền Vũ môn, Uất Trì Kính Đức cùng Trưởng Tôn Vô Kỵ, Đỗ Như Hối, Phòng Huyền Linh khuyên Lý Thế Dân ra tay trước. Công lao hiển hách nên ông được phong chức Hữu Vũ Hầu Đại tướng quân, Kính Châu Đạo Hành quân tổng quản, tước Ngô quốc công (吴国公), thực ấp hơn 300 hộ. Tuy có công lao ngang bằng, nhưng Uất Trì Kính Đức đối với 3 người còn lại rất không hòa hợp, và khi có ý trái chiều với nhau ông hay quát mắng và tỏ ra bực bội.
Năm Trinh Quán thứ 4 (630), nhậm Tương Châu Đô đốc kiêm Thứ sử. Năm thứ 8 (634), lãnh Đô đốc Linh Châu, kiêm Chư quân sự của Linh Châu, Diêm Châu, Hoàn Châu và Tĩnh Châu. Gia thêm Quang Lộc đại phu (光禄大夫), hành Thứ sử Đồng Châu.
Năm Trinh Quán thứ 11 (637), khen tặng công thần, làm Tuyên Châu Thứ sử, kiêm Chư quân sự của Tuyên Châu, Bái Châu, Sử Châu, Trì Châu và Tiết Châu. Cải đổi phong Ngạc Quốc công (鄂国公), thực ấp 1300 hộ, hành Đô đốc Phu Châu, kiêm Thứ sử và Chư quân sự của Phu Châu, Phường Châu, Đan Châu và Diên Châu.
Năm Trinh Quán thứ 16 (642), phong Đô đốc Hạ Châu, thăng Thứ sử kiêm Chư quân sự của Hạ Châu, Tuy Châu và Ngân Châu. Năm thứ 17 (643), thăng Khai phủ nghi đồng Tam ti trí sĩ (开府仪同三司致仕), ông được vẽ hình công thần trong Lăng Yên các. Năm thứ 18 (644), Đường Thái Tông chinh phạt Cao Câu Ly, ông được phong làm tả Nhất mã quân Đại tổng quản (左一马军大总管).
Năm Hiển Khánh thứ 3 (658), ngày 26 tháng 12, Uất Trì Kính Đức qua đời, hưởng thọ 74 tuổi. Tặng Tư đồ, Đô đốc Tịnh Châu, thụy Trung Vũ (忠武).